# Новаторская (станция метро, Троицкая линия)
«Нова́торская» — северная конечная станция Троицкой линии Московского метрополитена. Связана пересадкой со станцией  Новаторская на Большой кольцевой линии. Открыта 7 сентября 2024 года на участке «Новаторская» — «Тютчевская».

## Описание
Расположилась на границе районов Обручевский (ЮЗАО) и Проспект Вернадского (ЗАО), вдоль Ленинского проспекта у пересечения с улицами Удальцова и Новаторов, по которой и получила своё название. Колонная трёхпролётная мелкого заложения с одной островной платформой.
10 августа 2022 года мэр Москвы Сергей Собянин утвердил название станции «Новаторская».
Открытие станции состоялось 7 сентября 2024 года.

## Проектирование
Согласно Адресной инвестиционной программе города Москвы станция проектируется в составе 17,5-километрового участка от станции «Новаторская» (в первоначальных планах — «Улица Новаторов») до станции «Новомосковская» (в первоначальных планах — «Коммунарка») с пятью промежуточными станциями.

## Строительство
Строительством управляет инжиниринговый холдинг «Мосинжпроект» — оператор программы развития московского метро.
- 17 апреля 2018 года АО «Мосинжпроект», победившее в закупке, заключило договор на выполнение комплекса строительно-монтажных работ по сооружению участка Коммунарской (ныне — Троицкой) линии «Улица Новаторов» — «Коммунарка»[8].
- Строительство станций линии началось в конце 2018 года,
  - первый тоннель между «Улицей Новаторов» и «Университетом дружбы народов» начали прокладывать 25 ноября 2019 года[9].
- 3 декабря 2020 года — ТПМК «Светлана» S-736 завершила проходку в котлован станции «Новаторская» («Улица Новаторов»)[10].
- 7 октября 2022 года полностью завершена проходка тоннелей до станции «Вавиловская»[11].
- 21 июня 2024 станция в зоне технического пуска 1-го участка линии[12], открытие которого состоялось 7 сентября 2024 года[4].

## Путевое развитие
За станцией в сторону строящейся станции Троицкой линии «Вавиловская» расположен оборотный тупик для ночного отстоя и оборота составов, а также служебная соединительная ветвь к станции «Воронцовская».